# Gente Honesta
Gente Honesta é um filme brasileiro de 1944, dirigido por Moacyr Fenelon, sendo escrito por ele e Mario Brasini. Nos papeis principais estão Oscarito, Mario Brasini e Vanda Lacerda. Foi adaptado de uma peça homônima escrita por Amaral Gurgel e levada aos palcos do Teatro Regina pela Companhia Procópio Ferreira em 1943. Atualmente é tido como um filme perdido.

## Sinopse
Dois ladrões (Oscarito e Mario Brasini) são presos e, na delegacia, fazem amizade com o pai de uma moça rica (Vanda Lacerda) detida por ter entrado de moto num hotel. Tempos depois um deles, apaixonado pela moça, é envolvido sem saber numa fraude perpetrada pelo próprio pai dela. Depois de algumas confusões, toda a história é esclarecida e o ex-ladrão, inocentado.

## Elenco
| Ator/Atriz        | Personagem          |
| ----------------- | ------------------- |
| Oscarito          | Risadinha           |
| Mario Brasini     | Ladrão              |
| Vanda Lacerda     | Eduarda Mendes      |
| Lídia Mattos      | Zuleika Santos      |
| Mafra Filho       | Dr. Leonardo Santos |
| Alberto Pérez     | Paulo Santos        |
| Milton Carneiro   | Comissário Soares   |
| Antônio Nobre     | Araújo              |
| Humberto Catalano | —                   |
| Mary Gonçalves    | —                   |
| Oswaldo Louzada   | —                   |